# استیون فوستر
استیون فوستر (انگلیسی: Stephen Foster؛ زاده ۴ ژوئیهٔ ۱۸۲۶ درگذشته ۱۳ ژانویهٔ ۱۸۶۴) یک ترانه‌سرا اهل ایالات متحده آمریکا بود.